# Уильям Комин, лорд Баденох
Уильям Комин (англ. William Comyn, Lord of Badenoch; 1163—1233) — юстициарий Шотландии (1205—1233), 1-й лорд Баденох (1229—1233).

## Биография
Представитель клана Комин или Каммин. Один из семи сыновей Ричарда Комина (ок. 1115/1123 — ок. 1179), юстициария Лотиана, и Гекстильды из Тайндейла, дочери Утреда из Тайндейла и внучки свергнутого шотландского короля Дональда III Красивого. Он родился в 1163 году в Шотландии (Алтайр, Морей), а скончался в 1233 году в Бьюкене, где был похоронен в Дирском аббатстве.
Уильям Комин выдвинулся на королевской службе в правление короля Шотландии Вильгельма I Льва. Уильям Комин стал свидетелей не менее 88 королевских уставов. Он занимал должности шерифа Форфара (1195—1211), юстициария Шотландии (1205—1233) и хранителя Морея (1211—1212). В 1199—1200 годах Уильям Комин возглавил шотландскую миссию в Англию, где вел переговоры от имени Вильгельма I с новым королем Англии Иоанном Безземельным.
В 1205 году Уильям Комин был назначен на престижную должность юстициария Шотландии, самую главную должность в королевстве. В 1211—1212 годах он занимал пост хранителя Морея и участвовал в войне против сторонников Гофраида мак Домнайлла, которого Уильям Комин обезглавил в Кинкардине в 1213 году. После окончательной победы над МакУильяма в 1229 году Уильям Комин получил во владение лордство Баденох. Также он получил во владение лордство Килбрайд.
Уильям Комин помогал руководить строительством Собора Святого Мунго в Глазго, а после его смерти работу продолжала его вдова Марджори.

## Граф Бьюкен
В 1209—1212 годах Уильям Комин получил руку Марджори, графини Бьюкен (ок. 1200—1242/1244). Её отец Фергюс, граф Бьюкен, не имел наследников мужского пола. Женившись на его дочери Марджори, Уильям Комин получил права на графство Бьюкен. После смерти тестя, примерно в 1214 году (или раньше), Уильям Комин взял на себя управление графством Бьюкен по праву своей жены.

## Браки и дети
Уильям Комин имел шесть детей от первого брака с Сарой Фицхью и восемь детей от второго брака с Марджори, графиней Бьюкена.
Дети от первого брака:
- Ричард Комин (ок. 1190/1194 — ок. 1244/1249), отец Джона I Комина, лорда Баденоха (ок. 1215 — ок. 1277)
- Джардин Комин (ум. до 1190), лорд Инверлохи
- Уолтер Комин (ок. 1190 — ок. 1258), лорд Баденок, был женат на Изабелле, графине Ментейт
- Джоан Комин (ок. 1198 — ок. 1274), муж — Уильям I, граф Росс (ум. 1274)
- Джон Комин (ум. 1242), де-юре граф Ангус. Был женат на Матильде, графине Ангус (ок. 1222—1261)
- Дэвид Комин (ум. 1247), лорд Килбрайд.

Дети от второго брака:
- Идонея Комин (род. ок. 1215/1221), муж с 1237 года Гильберт I де ла Хэй (ум. 1262)
- Александр Комин (ок. 1217—1289/1290), граф Бьюкен. Женат на Елизавете (Изабелле) де Куинси (1220—1282)
- Уильям Комин (род. ок. 1217)
- Маргарет Комин (род. ок. 1218/1230), муж — сэр Джон де Кейт, маршал Шотландии (1212—1270)
- Фергюс Комин (род. ок. 1219/1228), лорд Горгин
- Элизабет Комин (ок. 1223—1267), жена Уильяма, графа Мара (ум. 1281)
- Агнесса Комин (род. ок. 1225), муж с 1262 года сэр Филипп де Мелдрум, юстициарий Шотландии.